# Athetis reniflava
Athetis reniflava är en fjärilsart som beskrevs av Emilio Berio 1959. Athetis reniflava ingår i släktet Athetis och familjen nattflyn. Inga underarter finns listade i Catalogue of Life.